# Camillina balboa
Camillina balboa är en spindelart som beskrevs av Norman I. Platnick och Mohammad U. Shadab 1982. Camillina balboa ingår i släktet Camillina och familjen plattbuksspindlar. Inga underarter finns listade.